# دشمة
بلدية دشمة (بالإسبانية: Diezma) هي بلدية تقع في مقاطعة غرناطة التابعة لمنطقة أندلوسيا جنوب إسبانيا.

## الديموغرافيا
بلغ عدد سكان بلدية دشمة 784 نسمة عام 2011 (وفقاً للمعهد الوطني الإسباني للإحصاء).
| 981 | 941 | 859 | 860 | 830 | 816 | 784 |